# Stary Kawęczyn

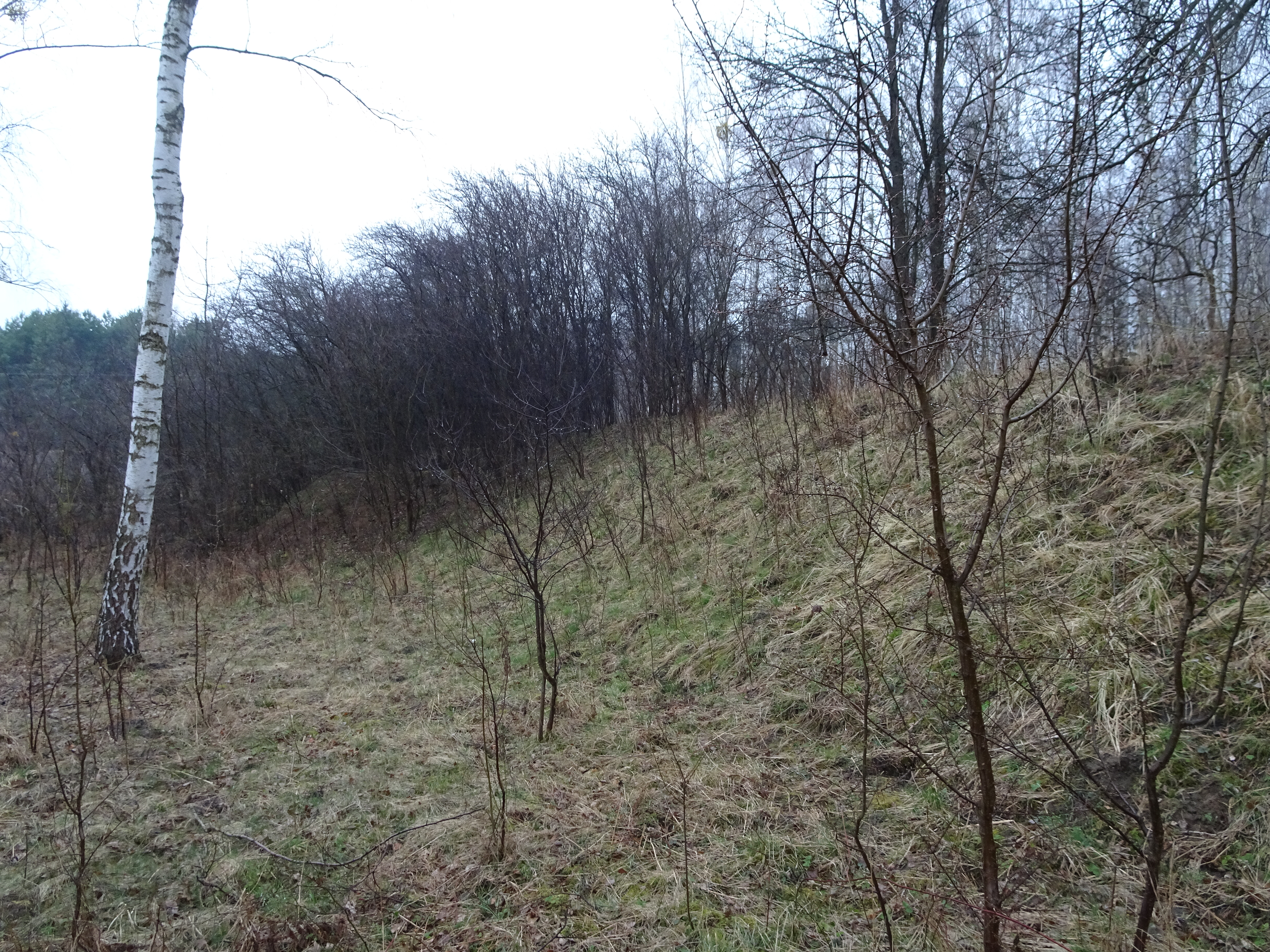
Nasyp pod niezrealizowaną linię kolejową Radom – Niedrzwica

Stary Kawęczyn – część wsi Kawęczyn w Polsce położona w województwie mazowieckim, w powiecie lipskim, w gminie Ciepielów.
Wierni kościoła rzymskokatolickiego należą do parafii Podwyższenia Krzyża Świętego w Ciepielowie.
Przed 1 stycznia 2017 samodzielna wieś.
W latach 1975–1998 miejscowość administracyjnie należała do województwa radomskiego.